# Diocesi di Ermopoli Maggiore
La diocesi di Ermopoli Maggiore è una sede soppressa del patriarcato di Alessandria ed è stata una sede titolare della Chiesa cattolica (in latino Dioecesis Hermopolitana).

## Storia
Ermopoli Maggiore, l'antica Khmunu di epoca faraonica, identificata oggi con il sito di el-Ashmuneyn nei pressi della città di Mallawi (governatorato di Minya), fu una sede vescovile della provincia romana della Tebaide Prima nella diocesi civile di Egitto. Faceva parte del patriarcato di Alessandria ed era suffraganea dell'arcidiocesi di Antinoe.
Secondo una tradizione, è in questa città che si rifugiarono Giuseppe, Maria e Gesù durante la loro fuga in Egitto. Da qui trae origine la presunta antichità della sede vescovile. In effetti il primo vescovo è attestato verso la metà del III secolo, Conone (o Colone), destinatario di una lettera sulla penitenza di Dionisio di Alessandria (248-264).
I sinassari greci menzionano diversi santi originari della regione. Tra questi san Sabino, ricordato anche dal Martirologio Romano alla data del 13 marzo: «A Minya in Egitto, san Sabino, martire, che, dopo aver patito molto, morì infine gettato nel fiume». La regione era poi uno dei principali centri monastici egiziani; san Pacomio vi fondò due monasteri; è tra questi monasteri della Tebaide che trovò rifugio Atanasio di Alessandria durante la sua fuga dalla persecuzione nel 363.
Sono oltre una decina i vescovi noti di epoca romana e bizantina, mentre si conoscono anche i nomi di alcuni vescovi copti dal X al XIV secolo. In seguito alla decadenza della città, nel corso del XIV secolo i vescovi lasciarono il sito di el-Ashmuneyn per trasferirsi nella vicina città di Minya, dove esiste ancora oggi una metropolia del patriarcato copto-ortodosso di Alessandria.
Ermopoli Maggiore è stata anche una sede vescovile titolare della Chiesa cattolica, istituita nel XVIII secolo e soppressa nel 1949. Nel 1895, la diocesi era stata restaurata come eparchia della Chiesa cattolica copta (l'Eparchia Hermopolitana). Il titolo è stato conferito inizialmente con il solo termine Hermopolis nella Tebaide, divenuto Hermopolis Maior nell'Annuario Pontificio del 1885 per distinguerla dalla sede di Ermopoli Minore.

## Cronotassi

### Vescovi greci
- Conone † (circa 250)
  - Fasileo † (menzionato nel 325) (vescovo meleziano)
- Dios † (prima del 325 - dopo il 340 circa)[2]
- Andrea † (menzionato nel 431)
- Gennadio † (menzionato nel 449)
- Vittore † (circa 448/463)
- Salama † (menzionato nel 498)[3]
- Ulpiano † (VI secolo)[4]
- Giovanni I † (VI secolo)
- Giovanni II † (VI-VII secolo)[5]
- Isidoro † (VII secolo)
- Eugenio † (primo o secondo decennio del VII secolo)
- Paolo † (?)[6]

### Vescovi copti
- Severo † (menzionato verso il 975)
- Khayil † (menzionato nel 1078)
- Boutros I † (prima del 1299 - dopo il 1305)
- Boutros I † (menzionato nel 1326)
- Michele † (menzionato dopo il 1326)

### Vescovi titolari latini
- Luigi Antonio Valdina Cremona † (23 marzo 1729 - 24 ottobre 1758 deceduto)
- Dominik Kiełczewski † (21 luglio 1760 - 28 febbraio 1776 deceduto)
- Bernardo Serio † (9 agosto 1802 - 31 gennaio 1815 deceduto)
- Denis-Antoine-Luc de Frayssinous † (19 aprile 1822 - 12 dicembre 1841 deceduto)
- Antoni Melchior Fijałkowski † (27 gennaio 1842 - 18 settembre 1856 nominato arcivescovo di Varsavia)
- Agostino Franco † (25 giugno 1858 - 1877 deceduto)
- Charles-Bonaventure-François Theuret † (15 luglio 1878 - 17 marzo 1887 nominato vescovo di Monaco)
- Jan Ignacy Korytkowski † (27 aprile 1888 - 14 maggio 1888 deceduto)
- Raffaele Valenza † (24 maggio 1889 - 22 dicembre 1897 deceduto)
- Robert Brindle † (29 gennaio 1899 - 6 dicembre 1901 nominato vescovo di Nottingham)
- Juan Benlloch y Vivó † (16 dicembre 1901 - 6 dicembre 1906 nominato vescovo di Urgell)
- John Jeremiah Lawler † (8 febbraio 1910 - 29 gennaio 1916 nominato vescovo di Lead)
- Georg Glosauer † (7 luglio 1917 - 9 giugno 1926 deceduto)
- Eduardo José Herberhold, O.F.M. † (7 gennaio 1928 - 30 gennaio 1931 nominato vescovo di Ilhéus)
- Francesco Fulgenzio Lazzati, O.F.M. † (14 luglio 1931 - 24 maggio 1932 deceduto)